# 장마르크 에로
장마르크 에로(프랑스어: Jean-Marc Ayrault, 1950년 1월 25일~)는 프랑스의 정치인이다. 프랑수아 올랑드 밑에서 2012년부터 2014년까지 총리를 맡았다. 국정 운영 실패와 이로 인한 지방 선거 참패로 물러났으나 그 후 외무장관으로 복귀하였다. 프랑스 내 대표적인 친독파 인사로 꼽힌다.

## 역대 선거 결과
| 선거명      | 직책명                              | 대수 | 정당   | 1차 득표율 | 1차 득표수 | 2차 득표율 | 2차 득표수 | 결과 | 당락                            |
| ----------- | ----------------------------------- | ---- | ------ | ---------- | ---------- | ---------- | ---------- | ---- | ------------------------------- |
| 1986년 선거 | 하원의원 (루아라틀랑티크 선거구)    | 8대  | 사회당 | 0%         | -표        |            |            | 1위  | 루아라틀랑티크 주 하원의원 당선 |
| 1988년 선거 | 하원의원 (루아라틀랑티크 제3선거구) | 9대  | 사회당 | 59.97%     | 28,657표   |            |            | 1위  | 루아라틀랑티크 주 하원의원 당선 |
| 1993년 선거 | 하원의원 (루아라틀랑티크 제3선거구) | 10대 | 사회당 | 33.49%     | 16,325표   | 55.58%     | 27,661표   | 1위  | 루아라틀랑티크 주 하원의원 당선 |
| 1997년 선거 | 하원의원 (루아라틀랑티크 제3선거구) | 11대 | 사회당 | 45.84%     | 23,211표   | 66.73%     | 33,371표   | 1위  | 루아라틀랑티크 주 하원의원 당선 |
| 2002년 선거 | 하원의원 (루아라틀랑티크 제3선거구) | 12대 | 사회당 | 50.09%     | 25,626표   |            |            | 1위  | 루아라틀랑티크 주 하원의원 당선 |
| 2007년 선거 | 하원의원 (루아라틀랑티크 제3선거구) | 13대 | 사회당 | 49.76%     | 26,212표   | 66.15%     | 32,770표   | 1위  | 루아라틀랑티크 주 하원의원 당선 |
| 2012년 선거 | 하원의원 (루아라틀랑티크 제3선거구) | 14대 | 사회당 | 56.21%     | 28,589표   |            |            | 1위  | 루아라틀랑티크 주 하원의원 당선 |